# Fujiwara no Nakamaro
Fujiwara no Nakamaro (藤原仲麻呂) (né en 706, mort le 21 octobre 764), plus tard appelé aussi Emi no Oshikatsu (恵美 押勝) par l'empereur Kōnin, est un aristocrate et poète japonais de l'époque de Nara. 
Il est le second fils de Fujiwara no Muchimaro(藤原武智麻呂) fondateur de la branche Nanke du clan Fujiwara et le neveu de l'impératrice Kōmyō (épouse de l'empereur Shōmu).
Après l'abdication de Shōmu en 749, il complote avec son gendre l'empereur Junnin contre l'impératrice retirée Kōken et le moine Dōkyō dans le contexte de discordes entre deux factions du gouvernement. Sa rébellion échoue et il est exécuté avec sa femme et ses enfants au bord du lac Biwa.

## Sources
- Japan's name culture : the significance of names in a religious, political and social context, Routledge, 1995, 50 p. (ISBN 1-873410-42-5, lire en ligne).

## Source de la traduction
- (en) Cet article est partiellement ou en totalité issu de l’article de Wikipédia en anglais intitulé « Fujiwara no Nakamaro » (voir la liste des auteurs).